# Brock Parker
John Brock Parker (Silver Spring, ..-..-....) is een Amerikaans professioneel pokerspeler. Hij won zowel het $2.500 Limit Hold'em Short Handed- als het $2.500 No Limit Hold'em Short Handed-toernooi van de World Series of Poker 2009. Daarmee streek hij hoofdprijzen van $223.688,- en $552.745,- op. Op de World Series of Poker 2014 won Parker zijn derde WSOP-titel door het $10.000 Limit Omaha Hi-Low Championship te winnen, goed voor een hoofdprijs van $443.407,-.
Parker verdiende tot en met juli 2015 meer dan $3.500.000,- met pokertoernooien, cashgames niet meegerekend.

## Wapenfeiten
Parker won op de World Series of Poker (WSOP) 2009 in vier dagen tijd twee toernooien, zijn eerste twee in dit evenement. Eerder kwam hij al wel dicht bij een eerste WSOP-titel. Hij werd onder meer derde in de $1.500 Limit Hold'em Shootout van de World Series of Poker 2004 en zesde in het door Rob Hollink gewonnen $1.000 World Championship Limit Hold'em van de World Series of Poker 2008. Na zijn overwinningen in 2009 was Parker ook in de buurt van een derde WSOP-titel toen hij vijfde werd in het $10.000 Limit Hold'em Championship van de World Series of Poker 2010. Brocks derde WSOP-zege kwam er daadwerkelijk op de World Series of Poker 2014. Daar versloeg hij in het $10.000 Limit Omaha Hi-Low Championship een deelnemersveld met 177 concurrenten.
Buiten de WSOP won Parker het $300 No Limit Hold'em-toernooi van de Trump Classic 2003 (goed voor $15.773,-) en werd hij onder meer vijfde in het $500 No Limit Hold'em-toernooi van de New England Poker Classic 2005 ($19.240,-), tiende in het $9.700 WPT Championship Event - No Limit Hold'em van de World Poker Tour Borgata Poker Open 2006 ($68.094,-), zesde in het $5.000 No Limit Hold'em - Championship Event van de UltimateBet Aruba Poker Classic 2009 ($66.810,-), derde in het $5.000 No Limit Hold'em - Main Event van het WSOP Circuit 2010 ($73.544,-) en tweede in het $5.000 No Limit Hold'em-toernooi van Festa Al Lago 2010 ($117.135,-).

## WSOP-titels
| Jaar                       | Toernooi                                | Prijs      |
| -------------------------- | --------------------------------------- | ---------- |
| World Series of Poker 2009 | $2.500 Limit Hold'em Short Handed       | $223.688,- |
| World Series of Poker 2009 | $2.500 No Limit Hold'em Short Handed    | $552.745,- |
| World Series of Poker 2014 | $10.000 Limit Omaha Hi-Low Championship | $443.407,- |